# Half Alive
Half Alive (stiliseret som half•alive) er et amerikansk band fra Long Beach i Californien. Bandet blev dannet i 2016 og består af forsanger Josh Taylor, trommeslager Brett Kramer og J Tyler Johnson. Deres første EP, 3, blev udgivet i 2017.

## Historie
Josh Taylor havde tidligere været forsanger for "The Moderates", et band fra Long Beach i Californien. Bandet udgav deres debut EP, Colour, i 2013. I november 2015 annoncerede Taylor et syv-måneders sangskrivningsprogram, hvor han håbede på at skrive 50 sange. Projektet sluttede den 30. december. Det ville efterhånden være begyndelsen for alt af Half Alives udgivet musik.